# Twink
Twink, eigentlich John Charles Alder (* 29. November 1944 in Colchester, Essex, England) ist ein englischer Schlagzeuger, Sänger, Komponist und Schauspieler. Als Musiker war er eine der treibenden Kräfte bei der Entwicklung der psychedelischen Rockmusik in England.

## Leben
Alder wuchs in einer musikalischen Familie auf. Seine Großmutter väterlicherseits war eine Konzertpianistin.

### Musik
1963 spielte Alder in einer Rhythm&Blues-Band aus Colchester namens „Dane Stephens and the Deep Beats“. Ein Jahr später wurden daraus „The Fairies“ in der Besetzung: Dane Stephens (Gesang/Mundharmonika), John Acutt (Lead-Gitarre), Mick Weaver (Rhythmus-Gitarre/Fiddle), John Fred Gandy (Bass) und John Alder (Schlagzeug). 1964 nahmen sie für Decca Records die Single Don’t Think Twice It’s Alright auf.
Alder, der langes lockiges Haar hatte, bekam von seinen Fans häufiger ein Dauerwellenprodukt namens „Twink“ geschenkt, woraufhin er dieses Wort als Künstlernamen annahm.
Die Fairies waren auf dem Weg zum Erfolg, als Stephens einen schweren Unfall mit Todesfolge verursachte und ins Gefängnis kam. Er wurde durch Nick Wymer von den „Nix Nomads“ ersetzt. In dieser Besetzung nahmen sie 1965 zwei Singles auf, Get Yourself Home und Don’t Mind. Als Stephens zurückkam, musste Wymer seinen Platz räumen, doch die Gruppe löste sich bald auf. 1991 kamen Twink, Stephens und Weaver noch einmal zusammen, um zwei Titel für Twinks Album Odds & Beginnings aufzunehmen.
Seit 1965 lebte Twink im Londoner Stadtteil Chelsea. Nachdem er die Fairies verlassen hatte, schloss er sich im August 1966 der Band „The In-Crowd“ als Drummer an, aus der wenige Monate später die Kultband Tomorrow entstand. Die übrigen Bandmitglieder waren Steve Howe (Gitarre; später bei Yes), Keith West (Gesang) und John „Junior“ Wood (Bass).
Als West 1967 mit seinem Soloprojekt Excerpt From A Teenage Opera die Hitparaden stürmte, löste sich Tomorrow auf. Twink und Junior Wood hatten mit 10,000 Words In A Cardboard Box 1968 einen Single-Erfolg mit der kurzlebigen Band Aquarian Age. Bereits 1967 hatte Twink mit der Band Santa Barbara Machine Head Aufnahmen gemacht; zur Gruppe gehörten Ron Wood (später bei den Rolling Stones), Kim Gardner (später bei Ashton, Gardner & Dyke) und Jon Lord (später bei Deep Purple).
Im März 1968 ersetzte Twink den Schlagzeuger Skip Allen bei den Pretty Things während der Aufnahmen zu ihrem Konzeptalbum S. F. Sorrow, das im Dezember 1968 als erste Rockoper veröffentlicht wurde; Tommy von The Who kam erst im Mai 1969 auf den Markt.
1969 nahm Twink sein erstes Soloalbum Think Pink auf, das 1970 veröffentlicht wurde. Aus der Zusammenarbeit mit den ehemaligen Mitgliedern der Band The Deviants entstanden die Pink Fairies. Mit zwei Schlagzeugern nahmen sie die Single The Snake und das Album Never Never Land auf. 1971 verließ Twink die Gruppe, arbeitete jedoch gelegentlich noch mit ihnen zusammen.
Nach einem Aufenthalt in Marokko zog Twink nach Cambridge, wo er in verschiedenen Bands spielte. Aus der "Last Minute Put Together Boogie Band", die im Januar 1972 den Blues-Gitarristen Eddie "Guitar" Burns begleitete, entstand das Trio "Stars" mit Twink (Schlagzeug), Syd Barrett (ex-Pink Floyd; Gitarre) und Jack Monck (ex-Delivery; Bass). Nach einigen Auftritten endete das Projekt, da Barrett die Band verließ.
In den nachfolgenden Jahren spielte Twink mit verschiedenen Bands, darunter Hawkwind und Glider. 1975 gab es ein Reunion-Konzert der Pink Fairies; der Mitschnitt wurde 1982 auf CD veröffentlicht. 1976 gründete Twink die Formation "The Fallen Angels". Ein Unfall auf dem Weg zu ihrem ersten Auftritt brachte Twink ins Krankenhaus. 1977 nahm er mit der Band "The Rings" eine der ersten Punkrock-Singles auf, I Wanna Be Free. 1978 brachte Twink die EP Do It '77 heraus, deren Musik er als "Acid Punk" bezeichnete.
Nach einer längeren Pause erschien 1986 das Soloalbum Apocalipstic. 1987 gab es ein Reunion-Album der Pink Fairies. 1989 entstanden Alben in Zusammenarbeit mit den Bands "Plasticland" und "Magic Muscle", 1990 mit "The Bevis Frond". 1990 erschien auch das Soloalbum Mr Rainbow.
Aus der Zusammenarbeit mit Nik Turner, dem langjährigen Saxofonisten von Hawkwind, resultierten Mitte der 1990er zwei Alben, die als Reminiszenz an frühere Jam-Sessions mit Hawkwind und den Pink Fairies unter den Bandnamen "PinkWind" und "HawkFairies" veröffentlicht wurden. Wenig später erschien das Album Out Of The Pink Into The Blues mit Aufnahmen aus den 1970ern und 1980ern. 1996/97 entstanden neue Aufnahmen der Pink Fairies, die auf zwei Alben erschienen.

### Schauspielerei
Twink spielte seit den 1980ern in verschiedenen britischen TV-Serien mit, darunter:
- Allo 'Allo! – eine BBC1-Sitcom.
- David Copperfield – nach dem Roman von Charles Dickens.
- Chocky's Challenge – basierend auf einer Science-Fiction-Novelle von John Wyndham.

## Diskografie

### Solo
- Think Pink – Album (Sire Records, 1970 – aufgenommen im Juli 1969)
- Apocalipstic / He's Crying – 7″ Single (Twink Records, 1986)
- Space Lover – 12″ Maxi-Single (Twink Records, 1986) (als Twink & The Fairies)
- Driving My Car / War Girl – 7″ Single (Twink Records, 1987)
- Kids Aid / Instrumental – 7″ Single (Twink Records) (als Children Of The World)
- Psychedelic Punkeroo / Seize the Time – 7″/12″ Single (Twink Records, 1990?)
- Mr. Rainbow – Album (Twink Records, 1990)
- Odds & Beginnings – Album, teilweise Kompilation (Twink Records, 1991) (mit den früheren Fairies-Kollegen Dane Stephens und Mick Weaver)
- Festival of the Sun – Live-Album (Twink Records, 1995 – aufgenommen 1993) (mit Nik Turner, als PinkWind)
- Purple Haze – Live-Album (Twink Records, 1996 – aufgenommen 1995) (mit Nik Turner, als HawkFairies)
- Out of the Pink Into the Blues – Album (Twink Records – oder HTD Records?, 1996?) (“recorded live at the Bridge from mid seventies till eighties”, als Mouse & Twink: Fairies)
- Pleasure Island – Album (Twink Records, 1996) (mit Paul Rudolph, als Pink Fairies)
- No Picture – Album (Twink Records, 1997) (mit Paul Rudolph, als Pink Fairies)

### Mit The Fairies
- Don't Think Twice It’s Alright / Anytime At All – 7″ Single (Decca Records, 1964)
- Get Yourself Home / I’ll Dance – 7″ Single (HMV, 1965)
- Don’t Mind / Baby Don’t – 7″ Single (HMV, 1965)

### Mit Santa Barbara Machine Head
- Blues Anytime Vol. 3 – Kompilationsalbum (Immediate Records, 1968 – aufgenommen 1967)
- Pre Purple People – Kompilationsalbum (Purple Records, 2001 – aufgenommen 1967)

### Mit Tomorrow
- My White Bicycle / Claramount Lake – 7″ Single (Parlophone Records, 1967)
- Revolution / Three Jolly Little Dwarves – 7″ Single (Parlophone Records, 1967)
- Tomorrow – Album (Parlophone Records/Sire Records, 1968)
- 50 Minute Technicolor Dream – Album (RPM Records, 1998 – aufgenommen 1967)

### Mit The Pretty Things
- S.F. Sorrow – Album (Columbia Records/Rare Earth Records, 1968)

### Mit Aquarian Age
- 10,000 Words in a Cardbord Box / Good Wizard Meets Naughty Wizard – 7″ Single (Parlophone Records, 1968)
- Me – (damals unveröffentlicht, später auf der CD-Wiederveröffentlichung des Albums Tomorrow)

### Mit Pink Fairies
- The Snake / Do It – 7″ Single (Polydor Records, 1971)
- Never Never Land – Album (Polydor Records, 1971)
- Die CD-Kompilationen The Golden Years: 1969–1971 (Cleopatra Records, 1998), Mescaline and Mandies Round at Uncle Harry’s (NMC, 1998) und Do It! (Total Energy, 1999) enthalten Live-Aufnahmen und Radio-Mitschnitte der Jahre 1969/70, meistens mit Twink
- From the Vaults (auch bekannt als Odds & Beginnings Volume 2) – Album (Get Back, 1999, als Twink) enthält Aufnahmen der Pink Fairies und Twink-Solomaterial
- The Lost Experimental Recordings 1970 – Album (Get Back, 2000 – aufgenommen im Winter 1969/70)
- The Never Never Land and Think Pink Demos – Album (Get Back, 2001 – aufgenommen im Winter 1969/70)
- Live at the Roundhouse 1975 – Album (Big Beat, 1982 – aufgenommen 1975)
- Kill 'Em and Eat 'Em – Album (Demon Records, 1987)
- Chinese Cowboys: Live 1987 – Album (Captain Trip Records, 2005 – aufgenommen 1987)

### Mit The Rings
- I Wanna Be Free / Automobile – 7″ Single (Chiswick Records, 1977)
- The Rings live at the 100 Club – (ungefähr 30 Minuten, aufgenommen vor der Veröffentlichung der Single, nur auf dem Twink-Album Odds & Beginnings, 1995)

### Sonstiges
- Mona – The Carnivorous Circus – Album mit Mick Farren (Transatlantic Records, 1970 – aufgenommen im Dezember 1969)
- Do It ’77 / Psychedelic Punkeroo / Enter The Diamonds – mit Twink & The Fairies 12″ EP (Chiswick Records, 1978)
- You Need a Fairy Godmother – (mit Plasticland, Live-Album, Midnight Records, 1989)
- One Hundred Miles Below – (mit Magic Muscle, Live-Album, Big One Guitar, 1989)
- Magic Eye – (mit The Bevis Frond: Bevis & Twink, Album, Woronzow, 1990)